# A Good Woman's Love
«A Good Woman's Love» es una canción interpretada por el cantante estadounidense Jerry Reed. Fue publicada en abril de 1974 como el segundo y último sencillo de su álbum del mismo nombre.

## Recepción de la crítica
Un escritor no especificado de la revista Cash Box calificó la voz de Jerry Reed como “suave y apacible”, y escribió que el sencillo estuvo marcado por “una instrumentación agradable [que] complementa la voz”.

## Lista de canciones
- 7-inch single – RCA APB0-0273[3]

1. «A Good Woman's Love» (Cy Coben) – 2:54
2. «Everybody Needs Someone» (Jerry Reed) – 3:01

## Posicionamiento
| Gráfica (1974)                                      | Pico de posición |
| --------------------------------------------------- | ---------------- |
| Canadá (RPM Country Playlist)                       | 17               |
| Estados Unidos (Billboard Hot Country Singles)      | 12               |
| Estados Unidos (Cash Box Country Top 75)            | 18               |
| Estados Unidos (Record World Country Singles Chart) | 18               |